# José Francisco Molina Jiménez
José Francisco Molina Jiménez   (València, 8 d'agost de 1970) conegut com a Molina, és un entrenador i antic jugador de futbol valencià. Jugava de porter i el seu darrer equip fou el Llevant UE.

## Selecció espanyola
Ha estat internacional amb la selecció espanyola en 9 ocasions. Va debutar com a internacional el 24 d'abril de 1996 en un amistós contra Noruega. Curiosament, va debutar en la posició d'interior esquerre a causa de les circumstàncies del partit. Va participar en la Copa del Món França 2002 i en l'Eurocopa d'Holanda i Bèlgica 2000.

## Palmarès

### Estatals
- 1 Lliga (Atlètic de Madrid, 1995-96)
- 2 Copes del Rei (Atlètic de Madrid, 1995-96 i Deportivo, 2001-02)
- 2 Supercopes d'Espanya (Deportivo, 2000 i 2002)

### Distincions individuals
- 1 Trofeu Zamora (Atlètic de Madrid, 1995-1996)